# 1190
سنة 1190 كانت سنة بسيطة تبدأ يوم الإثنين (الرابط يظهر نموذج التقويم الكامل للسنة) من التقويم اليولياني.

## مواليد
- ويليام الثالث ملك صقلية.
- ابن نجا الإربلي

## وفيات
- جوسلين الثالث كونت الرها.
- خاقاني.
- سيبيلا ملكة أورشليم.
- فريدريك الأول بربروسا.